# جسیکا سویت
جسیکا سویت (انگلیسی: Jessica Sweet؛ زاده ۲۴ سپتامبر ۱۹۸۵) بازیگر پورنوگرافی آمریکایی است.